# Mjung-Vun Čung
Mjung-Vun Čung, južnokorejski dirigent in pianist, * 22. januar 1953, Seul. 
Od leta 2005 je vodja seulskega filharmoničnega orkestra.